# بمبرمن (بازی ویدئویی ۱۹۸۳)
بمبرمن (به ژاپنی: ボンバーマン, Bonbāman) یک بازی ویدئویی مبتنی بر هزارتو در سبک آرکید استراتژی است که توسط هادسن سافت ساخته و منتشر شده‌است. بازی اصلی خانگی بمبرمن در ژوئیه ۱۹۸۳، برای سری پی‌سی-۸۸۰۰، سری پی‌سی-۶۰۰۱ ام‌کی۲، شارپ ام‌زد-۷۰۰، شارپ ام‌زد-۲۰۰۰ و ام‌اس‌ایکس در کشور ژاپن منتشر شد، و همچنین نسخه‌ای اصلاح شده از نظر گرافیکی این بازی برای ام‌اس‌ایکس و اسپکتروم در اروپا عرضه گردید. در سال ۱۹۸۵، بمبرمن برای سیستم سرگرمی نینتندو منتشر شد. این بازی سبب تولید و ساخت مجموعه بازی‌های بمبرمن با بسیاری از قسمت‌ها بر اساس روند بازی اصلی خودش شد.